# Bresles
Bresles é uma comuna francesa na região administrativa de Altos da França, no departamento de Oise. Estende-se por uma área de 20.99 km². Em 2010 a comuna tinha 4 105 habitantes (densidade: 195,6 hab./km²).